# Morti nel 1792
| Questa pagina contiene informazioni ricavate automaticamente dalle voci biografiche con l'ausilio del template Bio e di un bot. L'aggiornamento è periodico e automatico e ricostruisce completamente la pagina. Se manca una persona in questa lista, sei pregato di non aggiungerla, ma accertati piuttosto che la sua voce biografica contenga il template Bio e che i dati anagrafici siano correttamente compilati. Se il template Bio manca, inseriscilo tu stesso o, in alternativa, metti l'avviso {{tmp\|Bio}} che ne segnala la mancanza. Se i dati riportati sono sbagliati, correggi direttamente la voce biografica; le modifiche saranno visibili in questa lista entro pochi giorni. Per chiarimenti vedi il progetto biografie. La lista contiene solo le 151 persone che sono citate nell'enciclopedia e per le quali è stato implementato correttamente il template Bio. Pagina aggiornata al 26 lug 2025. |

## Gennaio(5)
- 11 gennaio - Edward Seymour, IX duca di Somerset, nobile britannico (n. 1717)
- 21 gennaio - Giovanni Cristofano Amaduzzi, abate, filologo classico e filosofo italiano (n. 1740)
- 22 gennaio - George Carnegie, VI conte di Northesk, nobile e ammiraglio scozzese (n. 1716)
- 24 gennaio - Anselmo Cattich, vescovo cattolico dalmata (n. 1715)
- 25 gennaio - Fedele Fischetti, pittore italiano (n. 1732)

## Febbraio(10)
- 2 febbraio - Elizaveta Romanovna Voroncova, nobildonna russa (n. 1739)
- 3 febbraio - Giuseppe Cerutti, scrittore, gesuita e politico francese (n. 1738)
- 4 febbraio - Vittoria Carlotta di Anhalt-Bernburg-Schaumburg-Hoym, nobile (n. 1715)
- 8 febbraio - Hannah Snell, militare inglese (n. 1723)
- 9 febbraio - Jan Jozef Horemans il Giovane, pittore fiammingo (n. 1714)
- 10 febbraio - Andrzej Hieronim Zamoyski, nobile e politico polacco (n. 1716)
- 21 febbraio - Nicolas Guy Brenet, pittore francese (n. 1728)
- 23 febbraio - Joshua Reynolds, pittore inglese (n. 1723)
- 23 febbraio - Mulay al-Yazid ibn Muhammad, sultano marocchino (n. 1750)
- 29 febbraio - Johann Andreas Stein, artigiano tedesco (n. 1728)

## Marzo(11)
- 1º marzo - Leopoldo II d'Asburgo-Lorena (n. 1747)
- 2 marzo - Nicolas de Launay, incisore francese (n. 1739)
- 3 marzo - Robert Adam, architetto scozzese (n. 1728)
- 3 marzo - Angelo Emo, ammiraglio italiano (n. 1731)
- 8 marzo - Andrea Bina, geologo, matematico e fisico italiano (n. 1724)
- 10 marzo - John Stuart, III conte di Bute, nobile, politico e botanico britannico (n. 1713)
- 13 marzo - Hamad bin Sa'id, sovrano omanita
- 24 marzo - Hamengkubuwono I, sovrano indonesiano (n. 1717)
- 27 marzo - Friedrich Ludwig Benda, direttore d'orchestra, compositore e violinista tedesco (n. 1746)
- 29 marzo - Gustavo III di Svezia, re (n. 1746)
- 31 marzo - Matthias Ogden, politico statunitense (n. 1754)

## Aprile(6)
- 14 aprile - Maximilian Hell, astronomo e gesuita ungherese (n. 1720)
- 21 aprile - Tiradentes, patriota brasiliano (n. 1746)
- 22 aprile - Andrea Massimini, chirurgo italiano (n. 1727)
- 23 aprile - Karl Friedrich Bahrdt, teologo e scrittore tedesco (n. 1741)
- 27 aprile - Jacob Johan Anckarström, militare svedese (n. 1762)
- 30 aprile - John Montagu, IV conte di Sandwich, nobile, militare e ammiraglio britannico (n. 1718)

## Maggio(10)
- 3 maggio - Carlo Zuccari, compositore e violinista italiano (n. 1704)
- 4 maggio - Giuseppe Garampi, cardinale, arcivescovo cattolico e numismatico italiano (n. 1725)
- 5 maggio - Giuseppe Rota, presbitero e letterato italiano (n. 1720)
- 6 maggio - Christine Kirch, astronoma tedesca (n. 1696)
- 12 maggio - Charles Simon Favart, compositore e poeta francese (n. 1710)
- 15 maggio - Maria Luisa di Borbone-Spagna, sovrana (n. 1745)
- 19 maggio - Jean Bretagne Charles de La Trémoille, nobile e militare francese (n. 1737)
- 20 maggio - Antoine Louis, chirurgo e fisiologo francese (n. 1723)
- 24 maggio - George Brydges Rodney, I barone Rodney, ammiraglio britannico (n. 1719)
- 30 maggio - Domenico Cerato, architetto e religioso italiano (n. 1715)

## Giugno(12)
- 3 giugno - Edward Pakenham, II barone di Longford, ufficiale irlandese (n. 1743)
- 3 giugno - César-Constantin-François de Hoensbroeck, vescovo cattolico tedesco (n. 1724)
- 4 giugno - Jakob Michael Reinhold Lenz, scrittore tedesco (n. 1751)
- 7 giugno - Reuben Burrow, matematico, saggista e orientalista inglese (n. 1747)
- 7 giugno - Tommaso Maria Mamachi, teologo e storico italiano (n. 1713)
- 20 giugno - Peder Aadnes, pittore norvegese (n. 1739)
- 21 giugno - Natale Dalle Laste, poeta e latinista italiano (n. 1707)
- 22 giugno - Jean-Jacques Caffieri, scultore francese (n. 1725)
- 24 giugno - Giovanni Antinori, architetto italiano (n. 1734)
- 29 giugno - Elizabeth Drax, nobildonna inglese (n. 1720)
- 29 giugno - Juan de Velasco, presbitero, gesuita e storico ecuadoriano (n. 1727)
- 30 giugno - Antonio Rosetti, compositore e contrabbassista ceco

## Luglio(7)
- 1º luglio - Vittoria d'Assia-Rotenburg, principessa tedesca (n. 1728)
- 3 luglio - Ferdinando di Brunswick-Wolfenbüttel, generale tedesco (n. 1721)
- 6 luglio - Giovanni Battista Casali, compositore italiano (n. 1715)
- 14 luglio - Samson Occom, religioso e pedagogista statunitense (n. 1723)
- 18 luglio - John Paul Jones, corsaro e ammiraglio statunitense (n. 1747)
- 29 luglio - Orazio Albani, II principe di Soriano nel Cimino, nobile italiano (n. 1717)
- 29 luglio - René Nicolas de Maupeou, magistrato e politico francese (n. 1714)

## Agosto(6)
- 3 agosto - Richard Arkwright, ingegnere e imprenditore inglese (n. 1732)
- 4 agosto - John Burgoyne, militare, politico e drammaturgo britannico (n. 1722)
- 5 agosto - Frederick North, nobile e politico inglese (n. 1732)
- 5 agosto - Francesco Tirelli, abate italiano (n. 1719)
- 16 agosto - Antonio Giuseppe Sartori, architetto italiano (n. 1714)
- 23 agosto - Arnaud de La Porte, magistrato e nobile francese (n. 1737)

## Settembre(24)
- 2 settembre - Jean-Marie du Lau d'Alleman, arcivescovo cattolico francese (n. 1738)
- 2 settembre - Nicolas-Joseph Beaurepaire, militare francese (n. 1740)
- 2 settembre - Ambroise-Augustin Chevreux, religioso, abate e presbitero francese (n. 1728)
- 2 settembre - Salomone Leclerq, religioso francese (n. 1745)
- 2 settembre - Marc-Antoine Thierry de Ville-d'Avray, nobile francese (n. 1732)
- 2 settembre - François Joseph Pey, presbitero francese (n. 1759)
- 2 settembre - François-Joseph de La Rochefoucauld, vescovo cattolico francese (n. 1736)
- 2 settembre - Pierre-Louis de La Rochefoucauld, vescovo cattolico francese (n. 1744)
- 2 settembre - Armand Marc de Montmorin-Saint-Hérem, politico francese (n. 1745)
- 3 settembre - Michel-François de LaGardette, gesuita francese (n. 1744)
- 3 settembre - Maria Teresa Luisa di Savoia-Carignano, principessa (n. 1749)
- 6 settembre - Pierre Claude Haudeneau de Breugnon, ammiraglio e diplomatico francese (n. 1717)
- 8 settembre - Henry Vane, II conte di Darlington, ufficiale inglese (n. 1726)
- 9 settembre - Charles-Xavier Franqueville d'Abancourt, politico e nobile francese (n. 1758)
- 9 settembre - Luigi Ercole Timoleone di Cossé-Brissac, militare e nobile francese (n. 1734)
- 12 settembre - Ulrica Luisa di Solms-Braunfels, contessa (n. 1731)
- 16 settembre - Henri Bertin, politico, avvocato e nobile francese (n. 1720)
- 16 settembre - Nguyen Hue, generale e imperatore vietnamita (n. 1753)
- 18 settembre - Georg von Browne, generale britannico (n. 1698)
- 25 settembre - Jacques Cazotte, scrittore francese (n. 1719)
- 25 settembre - Adam Gottlob Moltke, diplomatico danese (n. 1710)
- 25 settembre - Giuseppe Salerno, medico e anatomista italiano (n. 1728)
- 26 settembre - Johann Friedrich Knöbel, architetto tedesco (n. 1724)
- 27 settembre - Giuseppe Orus, veterinario italiano (n. 1751)

## Ottobre(7)
- 7 ottobre - George Mason, politico statunitense (n. 1725)
- 8 ottobre - Pietro Antonio Crevenna, bibliografo italiano (n. 1735)
- 10 ottobre - Constantine John Phipps, esploratore inglese (n. 1744)
- 14 ottobre - Sophie Charlotte Ackermann, attrice teatrale tedesca (n. 1714)
- 22 ottobre - Guillaume Le Gentil, astronomo francese (n. 1725)
- 23 ottobre - Louis Joseph d'Albert d'Ailly, chimico e viaggiatore francese (n. 1741)
- 28 ottobre - John Smeaton, ingegnere e fisico britannico (n. 1724)

## Novembre(4)
- 2 novembre - Antonio Puoti, arcivescovo cattolico italiano (n. 1715)
- 4 novembre - Benigno Bossi, pittore italiano (n. 1727)
- 7 novembre - Francesco Luini, matematico e gesuita italiano (n. 1740)
- 23 novembre - Chiara Spinucci, nobildonna italiana (n. 1741)

## Dicembre(17)
- 1º dicembre - Denis Ivanovič Fonvizin, scrittore, commediografo e drammaturgo russo (n. 1745)
- 1º dicembre - Jean-François Vonck, politico e avvocato fiammingo (n. 1743)
- 2 dicembre - Johann Christoph Döderlein, teologo tedesco (n. 1745)
- 3 dicembre - Godefroy de La Tour d'Auvergne, nobile francese (n. 1728)
- 7 dicembre - Domenico Catazzo, poeta, agronomo e botanico italiano (n. 1715)
- 7 dicembre - Marie-Jeanne Riccoboni, scrittrice e attrice teatrale francese (n. 1713)
- 8 dicembre - Henry Laurens, mercante statunitense (n. 1724)
- 11 dicembre - Antonio Cavaleri, vescovo cattolico italiano (n. 1719)
- 12 dicembre - William Hoare, pittore e incisore inglese (n. 1707)
- 14 dicembre - Carlo Cristiano Ermanno di Württemberg-Oels, generale prussiano (n. 1716)
- 15 dicembre - Joseph Martin Kraus, compositore tedesco (n. 1756)
- 15 dicembre - Hugh Pigot, ammiraglio britannico (n. 1722)
- 18 dicembre - Johann van Beethoven, tenore tedesco (n. 1740)
- 19 dicembre - Franz de Paula Ulrich Kinsky von Wchinitz und Tettau, principe e militare austriaco (n. 1726)
- 20 dicembre - Dmitrij Jur'evič Trubeckoj, ufficiale russo (n. 1724)
- 21 dicembre - Antonio Boroni, compositore italiano (n. 1738)
- 25 dicembre - Michelangelo Vella, compositore e organista maltese (n. 1710)

## Senza giorno specificato(32)
- Francesco Raimondo Adami, teologo e collezionista d'arte italiano (n. 1711)
- Bernardo Aliprandi, compositore e violoncellista italiano (n. 1710)
- Francesco Appiani, pittore italiano (n. 1704)
- Nicolas Baudeau, teologo, economista e giornalista francese (n. 1730)
- Giovanni Battista Biroldi, organaro italiano (n. 1712)
- Tiberio Borghesi, arcivescovo cattolico italiano (n. 1720)
- Gabriele Lancillotto Castello, numismatico e antiquario italiano (n. 1727)
- Teodoro de Croix, militare e funzionario spagnolo (n. 1730)
- Paolo Da Ponte, arcivescovo cattolico italiano (n. 1709)
- Louis Delanois, ebanista francese (n. 1731)
- Pietro Fabris, pittore italiano (n. 1740)
- Giulio Ferrari, poeta, scrittore e nobile italiano (n. 1712)
- Caterina Gattai Tomatis, ballerina italiana (n. 1747)
- John Gibson, cartografo e incisore britannico (n. 1750)
- Gaetano Guadagni, cantante castrato italiano (n. 1728)
- Louis Guillouet d'Orvilliers, ammiraglio francese (n. 1710)
- Samuel Hearne, esploratore britannico (n. 1745)
- Christian Cay Lorenz Hirschfeld, artista tedesco (n. 1742)
- Pierre de La Garde, compositore e baritono francese (n. 1717)
- Agostino Mengozzi-Colonna, pittore italiano
- Muḥammad ibn ʿAbd al-Wahhāb, teologo arabo (n. 1703)
- Antonio Ponz, pittore spagnolo (n. 1725)
- Pierre Antoine de Raymondis d'Éoux, ammiraglio francese (n. 1706)
- Thomas-Marie Royou, giornalista francese (n. 1743)
- Giovanni Scajario, pittore italiano (n. 1726)
- Pietro Scalvini, pittore e decoratore italiano (n. 1718)
- Aert Schouman, pittore olandese
- Orazio Solimena, pittore italiano (n. 1690)
- Tachibana Yasukuni, pittore e incisore giapponese (n. 1715)
- Atanasio Zannoni, attore teatrale italiano (n. 1720)
- Legall de Kermeur, scacchista francese (n. 1702)
- Jean-Baptiste de La Chapelle, matematico, enciclopedista e inventore francese (n. 1710)